# Alexander Jung
Jakob Friedrich Alexander Jung, född 28 mars 1799 i Rastenburg, Ostpreussen, död 20 augusti 1884 i Königsberg, tysk var en tysk skriftställare. 
Jung ägnade sig åt litteraturhistoriskt och socialt författarskap präglat av idealism och frisinne. Bland hans skrifter märks Vorlesungen über die moderne Literatur der Deutschen (1842), Frauen und Männer (1847), Charaktere, Charakteristiken und vermischte Schriften (två band, 1848), Goethe's Wanderjahre und die wichtigsten Fragen des 19. Jahrhunderts (1854), Das Geheimnis der Lebenskunst (1858), den självbiografiska "romanen" Rosmarin, oder die Schule des Lebens (fem band, 1862), Ueber Franz von Baaders Dogmatik als Reform der Socialwissenschaft (1868), Darwin, komisch-tragischer Roman in Briefen an einen Pessimisten (tre band, 1873; andra upplagan 1879), Panacee und Theodicee. Illustrationen, Caricaturen der Gegenwart (1875–76) och Moderne Zustände (1880) samt arbeten om Friedrich Hölderlin (1848) och Friedrich von Schelling (1864).